# Bahnstrecke Bedburg–Ameln
| |                      |                  |                  |
| Streckennummer (DB): | 2582                 |                  |                  |
| Kursbuchstrecke (DB): | zuletzt 245h (1953)  |                  |                  |
| Kursbuchstrecke: | 246d (1946)          |                  |                  |
| Streckenlänge: | 13,7 km              |                  |                  |
| Spurweite: | 1435 mm (Normalspur) |                  |                  |
| |                      |                  |                  |
| Spurweite (bis 1912): | 1000 mm (Meterspur)  |                  |                  |
| \| \| \| von Neuss \| \| \| \| 0,0 \| Bedburg (Erft) \| Bedburg (Erft) \| \| \| \| nach Horrem \| \| \| \| \| nach Düren \| \| \| \| 3,6 \| Niederembt \| Niederembt \| \| \| 6,7 \| Kirchtroisdorf \| Kirchtroisdorf \| \| \| 9,0 \| Kirchherten \| Kirchherten \| \| \| \| von Hochneukirch \| \| \| \| 13,7 \| Ameln \| Ameln \| \| \| \| nach Jülich \| \| \| \| \| \| \| \| Quellen: [1][2] \| \| \| \| |                      |                  |                  |
| Strecke |                      | von Neuss        | von Neuss        |
| Bahnhof | 0,0                  | Bedburg (Erft)   | Bedburg (Erft)   |
| Abzweig ehemals geradeaus und nach links |                      | nach Horrem      | nach Horrem      |
| Abzweig geradeaus und nach links (Strecke außer Betrieb) |                      | nach Düren       | nach Düren       |
| Bahnhof (Strecke außer Betrieb) | 3,6                  | Niederembt       | Niederembt       |
| Bahnhof (Strecke außer Betrieb) | 6,7                  | Kirchtroisdorf   | Kirchtroisdorf   |
| Bahnhof (Strecke außer Betrieb) | 9,0                  | Kirchherten      | Kirchherten      |
| Abzweig geradeaus und von rechts (Strecke außer Betrieb) |                      | von Hochneukirch | von Hochneukirch |
| Bahnhof (Strecke außer Betrieb) | 13,7                 | Ameln            | Ameln            |
| Strecke (außer Betrieb) |                      | nach Jülich      | nach Jülich      |
| |                      |                  |                  |
| Quellen: |                      |                  |                  |

Die Bahnstrecke Bedburg–Ameln ist eine stillgelegte Eisenbahnstrecke im linksrheinischen Teil Nordrhein-Westfalens. Die Strecke wurde auch als Amelner Johännchen bzw. Amelner Johännsche bezeichnet.

## Bedeutung
Erbaut 1898/99 durch die Bergheimer Kreisbahn als Schmalspurbahn, wurde sie kurz vor dem Ersten Weltkrieg verstaatlicht und durch einen Ausbau auf Normalspur ins übrige Streckennetz integriert. Sie diente im Wesentlichen dem (vergleichsweise geringen) lokalen Verkehr, der bereits nach dem Zweiten Weltkrieg abzunehmen begann, so dass 1953 der Personenverkehr und 1966 auch der Güterverkehr eingestellt wurde. Damit war sie in Deutschland eine der ersten Staatsbahnstrecken überhaupt, die ihren Personenverkehr verloren; bis in die 1990er Jahre folgten noch zahllose weitere Strecken im gesamten Bundesgebiet.
Obwohl sie im Westen mit der Strecke Aachen – Jülich – Mönchengladbach verknüpft war und im Osten mit der Erftbahn Düsseldorf – Bedburg – Köln, wurde ihr Potenzial als kurze Querverbindung, mit der sich neue Direktverbindungen schaffen ließen, nur ansatzweise genutzt: die letzten zwei Jahre vor der Stilllegung verkehrten Personenzüge von Jülich nach Neuss, außerdem verkehrten zeitweise direkte Güterzüge Jülich – Köln. Direkte Personenzüge von Jülich nach Köln gab es jedoch nie.
Ihre größte Bedeutung und ihr größtes Verkehrsaufkommen erlebte sie während zweier Monate in der Endphase des Zweiten Weltkriegs mit zahlreichen Militär- und Flüchtlingszügen. Inzwischen ist sie längst abgebaut; die Trasse ist jedoch noch heute bis auf wenige Hundert Meter Ackerland fast durchgängig erhalten und vor allem in Luftbildern gut erkennbar.

## Geschichte

### Entstehung und Anfangsjahre
Die Strecke wurde ursprünglich als meterspurige Schmalspurbahn durch die Bergheimer Kreisbahn erbaut. Zunächst wurde am 22. Oktober 1898 das Teilstück Bedburg – Kirchherten eröffnet, die Verlängerung nach Ameln, wo man in die Züge der normalspurigen Strecke Mönchengladbach – Jülich – Stolberg (– Aachen) umsteigen bzw. Güter umladen konnte, folgte am 1. Dezember 1899.
1912 wurde die Bahnstrecke erst mit Dreischienengleisen ausgerüstet und später gänzlich auf Normalspur umgespurt. Zum 1. Januar 1913 wurde die Strecke zusammen mit dem gesamten Netz der Bergheimer Kreisbahn verstaatlicht. Hierbei dürften neben der Nähe zum expandierenden Rheinischen Braunkohlerevier auch militärische Erwägungen im Spiel gewesen sein, denn der 1914 nicht unerwartet ausgebrochene Krieg gegen Frankreich, insbesondere der Schlieffen-Plan, erforderte ein dichtes Netz an Ost-West-Verbindungen.
Der Betrieb erfolgte mit Dampflokomotiven. Daneben gelangten jedoch spätestens in den 1930er Jahren auf dieser Strecke auch Akkumulatortriebwagen der preußischen Bauart Wittfeld zum Einsatz. Eines dieser Fahrzeuge, die gegenüber Dampfzügen eher unauffällig waren, zerfetzte 1932 am Ortsrand von Niederembt auf einem Bahnübergang das Auto eines offenbar unaufmerksamen Elsdorfer Architekten.
Im Personenverkehr wurde die Strecke in den Jahren vor dem Zweiten Weltkrieg werktags von neun Zugpaaren befahren, sonntags von acht. Der Güterverkehr dürfte, wie auch nach dem Krieg, erheblich von den Kohletransporten aus den Tagebauen des Braunkohlereviers östlich Bedburg zur Zuckerfabrik in Ameln profitiert haben, außerdem gab es zumindest vor dem Krieg durchgehende Güterzüge Jülich – Ameln – Bedburg – Horrem-Ost (Verbindungskurve) – Güterbahnhof Köln Gereon (Stückgutbahnhof), die von 1938 bis 1941 mit in Jülich stationierten Dampfloks der Baureihe 56.2–8 bespannt waren. Durchgehende Personenzüge Jülich – Köln wurden hingegen nie angeboten.

### Flüchtlingsroute im Zweiten Weltkrieg
Als in der Endphase des Zweiten Weltkrieges die Front von Westen her im Laufe des Herbst 1944 immer näher rückte, wurde die Bevölkerung der akut bedrohten Gebiete (speziell des Landkreises Aachen und des Kreises Jülich), in denen der Eisenbahnverkehr bereits zum Erliegen gekommen war, in erheblichem Ausmaß über die Bahnlinie Ameln – Bedburg ins Reichsinnere evakuiert. Zeitzeugen berichteten hierzu in den ersten Nachkriegsjahren:

„Nachdem die Bahnhöfe Aldenhoven und Jülich wegen der Frontnähe keine Flüchtlinge mehr abbefördern konnten 1), wurde Ameln Flüchtlingssammelstelle. In der Zeit vom 25. September bis zum 24. November wurden von Ameln rund 65 000 Flüchtlinge nach Mitteldeutschland evakuiert. Dazu wurden noch fast täglich 1000 Stück Großvieh in Ameln verladen. Mit dem Menschenandrang nahmen auch die Fliegerangriffe zu, die sich durchschnittlich 5 bis 6 mal täglich wiederholten. […]
Die größte Zahl der Flüchtlinge kam zu Fuß nach Ameln. Auf kleinen Handwagen oder auch Kinderwagen schleppten sie ihre letzte Habe mit sich. […]
War nun klares Wetter, dann begann bald die Fliegertätigkeit. Die gefürchteten Jabos griffen die auf den Straßen stehenden oder in Bewegung befindlichen Fahrzeuge mit Bordwaffen oder mit Bomben an. Dann setzte die am Bahnhof in Stellung gegangene deutsche Flak ein. Im Bahnhof selbst standen fast täglich Truppenzüge, die be- oder entladen wurden und teilweise mit Fliegerabwehrwaffen bestückt waren. Hatten die Flieger ihr Ziel ausgemacht, dann war die Hölle los: überall krachten Bomben und die Sprenggranaten der deutschen Abwehr. Am Bahnhof herrschte ein tolles Durcheinander. Zwischen den schutzsuchenden Soldaten, wild herumrasenden Pferden und brennenden Fahrzeugen wimmelte es von Flüchtlingen. Aber wohin? Keine Stelle war für sie mit einer Roten-Kreuz-Flagge gekennzeichnet, die vielleicht von den Fliegern respektiert worden wäre. […]
Weil keine genauen Abfahrtszeiten der Züge bekanntgegeben werden konnten, hatten die Flüchtlinge keine Ruhe, in der Deckung auszuhalten und evtl. noch kommende Fliegerangriffe dort abzuwarten. Sie lebten in der ständigen Furcht, die Abfahrt des Zuges zu versäumen, und strömten deswegen immer wieder zum Bahnhof zurück. […]
Unter großen Schwierigkeiten lief gewöhnlich am Abend 2) der Flüchtlingszug in den Bahnhof ein. […]
Es war zwar Befehl, daß jeder Flüchtling nur Handgepäck mitnehmen durfte, Kleider und Wäsche. Doch viele nahmen noch ihr notwendiges Bettzeug, Gebrauchsgegenstände und dergleichen mit; Möbelstücke zu verladen wurde ihnen verweigert. Doch der Bahnhofsvorsteher wußte, wie man helfen konnte. Trotz unangenehmer Zwischenfälle und Schwierigkeiten ließ er an den aus D-Zugwagen bestehenden Zug noch einige Güterwagen anhängen, und so konnten auch noch die unentbehrlichen Kastenwagen u. a. mitgenommen werden. Vieles wurde so noch für die Flüchtlinge gerettet. […]
Jeder Zug faßte etwa 1000 Personen, oft genug kam es aber vor, daß die Züge schon besetzt waren oder wegen Fliegergefahr nicht nach Ameln kamen. […]
Bei den meisten Flüchtlingszügen waren die Fenster zertrümmert und die Wände infolge Beschusses durchlöchert, aber jeder Flüchtling atmete auf, wenn er endlich aus der Frontnähe und dem Bahnhof Ameln herauskam. Die meisten Züge wurden über Bedburg – Neuß nach Mitteldeutschland geleitet, und hier bewies diese Nebenstrecke, wie wichtig sie im Ernstfalle war, denn nur wenige Züge konnten in Richtung M.Gladbach abgefertigt werden.
Wegen zu starken Beschusses war ein Verladen von Flüchtlingen von Ameln aus nach dem 24. November nicht mehr möglich, auch waren aus dem Kreis Jülich 3) kaum noch Flüchtlinge abzubefördern. […]
Der Spitzenbahnhof 4) Ameln hatte aber noch andere Aufgaben zu erfüllen und blieb bis zum 24. Februar 1945 5) von Eisenbahnern besetzt, von denen einer noch schwer verletzt wurde.“

### Wiederaufbau und neue Verknüpfungen

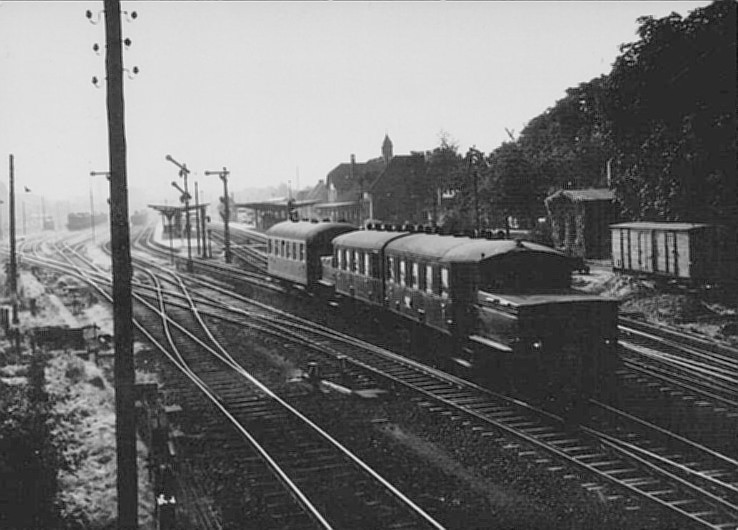
Wittfeld'scher Akkutriebwagen mit Beiwagen im Bahnhof Lage (1954)

Nach Kriegsende wurde von allen Bahnstrecken im Kreis Jülich die Linie Ameln – Bedburg als erste am 1. Juli 1945 wieder in Betrieb genommen. Anfang 1946 verkehrten planmäßig bereits wieder vier Zugpaare an Werktagen und zwei sonntags.
Im Winterfahrplan 1947/48 verkehrten die meisten der inzwischen fünf bzw. sonntags zwei Zugpaare weiter von/nach Jülich, wo seit 1908 ein Bahnbetriebswerk bestand; dort war eine beträchtliche Zahl Lokomotiven und Wagen beheimatet.
Der Winterfahrplan 1948/49 verzeichnet sechs bzw. sonntags vier Zugpaare, davon jeweils die Hälfte von/nach Jülich, außerdem erstmals einen durchgehenden Zug Jülich – Bergheim (Ameln ab 7.22 Uhr). Das Postkursbuch jenes Fahrplanjahres zeigt darüber hinaus, dass mit dem nachmittäglichen Zugpaar Jülich – Ameln – Bedburg – Ameln an Werktagen ein Postwagen mitgeführt wurde, der in Ameln und Niederembt be- bzw. entladen wurde („Beförderung von Postsendungen jeder Art in einer Bahnpost“).
Zum Sommer 1949 wurde das Angebot auf sieben nunmehr tägliche Zugpaare aufgestockt; die meisten davon fuhren von/bis Jülich. Erstmals tauchte nun ein morgendlicher Durchlauf Horrem – Bedburg – Ameln – Bedburg – Horrem – Mödrath auf, und zwar ohne Beförderung aufgegebenen Reisegepäcks, was auf einen Wittfeld-Akkumulatortriebwagen schließen lässt. Der Winterfahrplan 1949/50 verzeichnet keine wesentlichen Änderungen.
Im Sommerfahrplan 1950 wurde werktags nachmittags ein achtes Zugpaar hinzugefügt, und ein morgendliches Dampfzug-Paar wurde nun über den bisher üblichen Weg Jülich – Ameln – Bedburg hinaus auf Jülich – Horrem und zurück ausgedehnt. Es benötigte von Jülich (7.02) bis Horrem (8.47) jedoch eineinviertel Stunden, weil es eine halbe Stunde Aufenthalt in Bedburg hatte. In der Gegenrichtung (nur werktags: Horrem 10.02 – Jülich 11.28) war es schneller, da in Bedburg nur die zum Umrangieren benötigte Haltedauer von 10 Minuten vorgesehen war. Auf Anschlüsse von oder nach Köln war dieses Zugpaar nicht abgestimmt; in beiden Richtungen wäre über eine Stunde in Horrem zu warten gewesen.
Ab 1950 wurde außerdem der vorgenannte mutmaßliche Vormittags-Triebwagen nun auch offiziell mit dem neu eingeführten Symbol „T“ als solcher gekennzeichnet, und sein Laufweg startete nun bereits in Liblar statt bislang Horrem. Er hatte unterwegs an den Umsteigeknotenpunkten teilweise sehr lange Aufenthaltszeiten, was darauf schließen lässt, dass er lediglich dem lokalen Verkehr der einzelnen Teilstrecken diente und sich dabei unbeabsichtigt eine durchgehende Verbindung über insgesamt 44 Kilometer (Hinfahrt) in zweieinhalb Stunden ergab.
| Liblar West     | ab | 6.08 |
| Mödrath         | an | 6.39 |
| Mödrath         | ab | 6.52 |
| Horrem          | an | 6.58 |
| Horrem          | ab | 7.12 |
| Bergheim (Erft) | an | 7.26 |
| Bergheim (Erft) | ab | 7.27 |
| Bedburg (Erft)  | an | 7.45 |
| Bedburg (Erft)  | ab | 8.13 |
| Ameln           | an | 8.40 |

| Ameln           | ab | 8.49  |
| Bedburg (Erft)  | an | 9.15  |
| Bedburg (Erft)  | ab | 9.27  |
| Bergheim (Erft) | an | 9.44  |
| Bergheim (Erft) | ab | 9.46  |
| Horrem          | an | 10.01 |
| Horrem          | ab | 10.11 |
| Mödrath         | an | 10.17 |

Ab Sommer 1951 wurden werktags morgens zwei Züge von Jülich ohne lange Unterwegshalte über Ameln – Bedburg bis nach Neuss weitergeführt (Jülich ab 4.53 und 6.55 Uhr), sonntags wie bisher einer von Jülich nach Horrem; auch der tägliche Vormittags-Triebwagen Liblar – Ameln – Mödrath blieb bestehen.

### Frühe Stilllegung des Personenverkehrs
Nach dieser Phase des Wiederaufbaus, die allerdings den Vorkriegsstand nie mehr erreicht hat, brachte der Sommerfahrplan 1952 erstmals eine Einschränkung: Ein frühmorgendliches Zugpaar an Sonntagen entfiel, so dass nun werktags acht und sonntags sechs Zugpaare unterwegs waren. Von diesen verkehrten von/bis Jülich werktags vier, samstags fünf und sonntags drei. Von dem entfallenden Sonntags-Frühzugpaar abgesehen blieb der Umfang des Angebots somit bis zur Stilllegung des Personenverkehrs am 17. Mai 1953 unverändert. Als Ersatz fuhren fortan teilweise Bahnbusse von/nach Jülich.
Bis zum 17. Mai 1953 galt der uneingeschränkte Fahrplan einschließlich der beiden nachfolgend aufgeführten (und nur in dieser Richtung verkehrenden) Berufsverkehrs-Direktzüge, welche auf sämtlichen Unterwegsstationen hielten:
| Jülich         | ab | 4.55 |  | 6.56 |
| Ameln          | ab | 5.13 |  | 7.14 |
| Bedburg        | an | 5.39 |  | 7.40 |
| Bedburg        | ab | 5.41 |  | 7.43 |
| Grevenbroich   | an | 6.00 |  | 8.02 |
| Grevenbroich   | ab | 6.02 |  | 8.03 |
| Neuss          | an | 6.26 |  | 8.25 |
| Anschlusszüge: |    |      |  |      |
| Neuss          | ab | 6.41 |  | 8.40 |
| Düsseldorf Hbf | an | 6.57 |  | 8.54 |

| Jülich          | ab | 5.07 |  | 6.13 |  | 7.23 |
| Ameln           | ab | 5.26 |  | 6.35 |  | 7.45 |
| Mönchengladbach | an | 6.16 |  | 7.32 |  | 8.31 |
| Anschlusszüge:  |    |      |  |      |  |      |
| Mönchengladbach | ab | 6.22 |  | 7.57 |  | 8.58 |
| Neuss           | an | 6.44 |  | 8.22 |  | 9.23 |
| Düsseldorf Hbf  | an | 7.05 |  | 8.43 |  | 9.42 |

Diese beiden Tabellen enthalten alle Zugverbindungen in Richtung Düsseldorf, die in Jülich zwischen 4.30 und 8.30 Uhr starteten. Insbesondere der zweite Direktzug bot einen erheblichen Zeitvorteil gegenüber der Fahrt über Mönchengladbach; mit ihm war eine um 30–40 Minuten geringere Reisezeit nach Neuss möglich. Aus der Tatsache, dass die beiden Direktzüge zufällig im Abstand von fast genau zwei Stunden verkehrten, lässt sich nicht folgern, dass damals schon ein Taktfahrplan bestanden hätte. Das Gegenteil war der Fall – von diesen zwei Zügen abgesehen verteilten sich die Abfahrtszeiten ohne exakte Regelmäßigkeiten über den Tag, was seinerzeit im gesamten Bahnverkehr außerhalb der S-Bahn-Netze von Hamburg und Berlin üblich war.

### Niedergang und Einstellung des Güterverkehrs

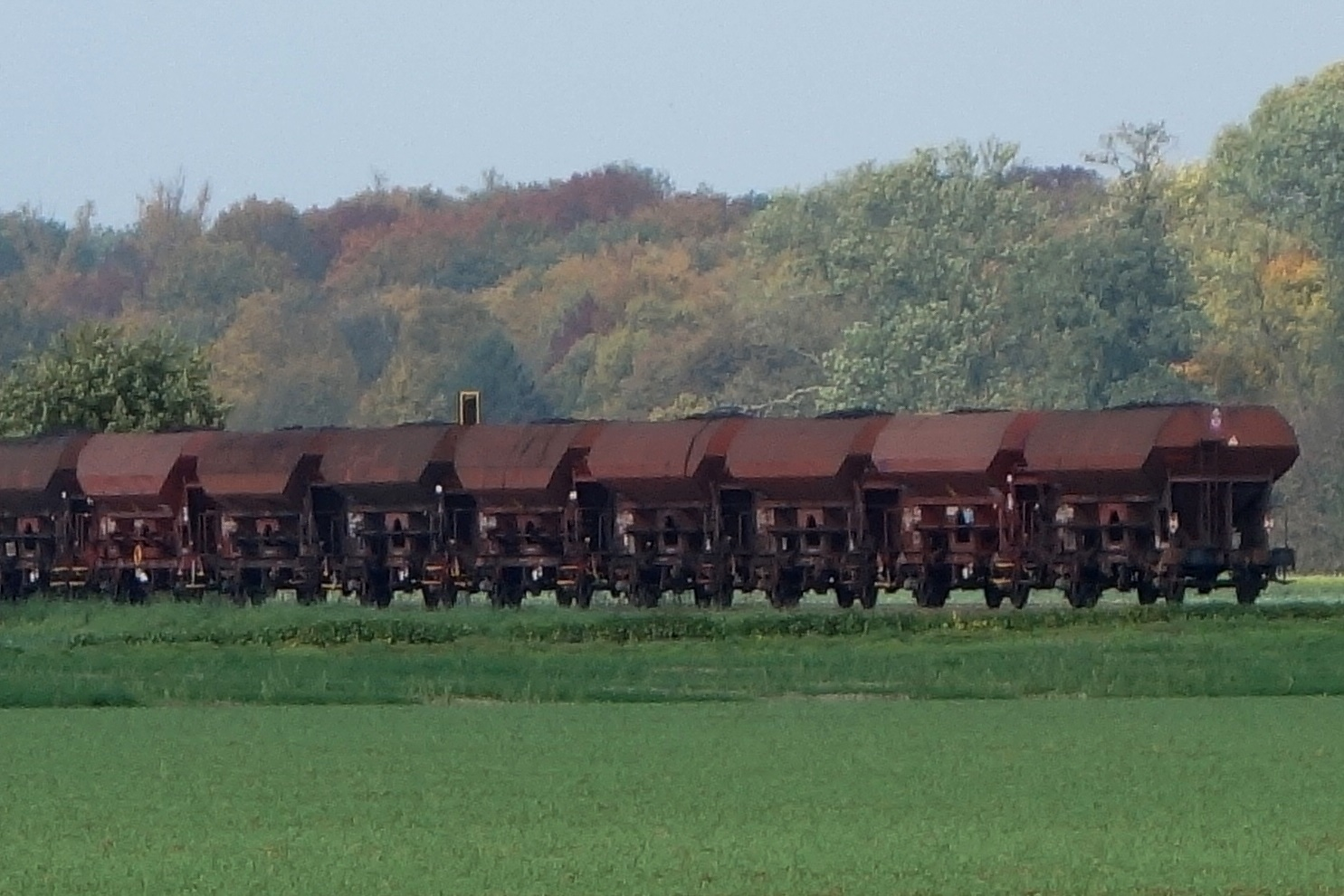
Kohlezug mit Fc-Wagen für eine Zuckerfabrik in der Jülicher Börde (2015)

Der Güterverkehr blieb nach der Einstellung des Personenverkehrs zunächst bestehen, stand aber auch alsbald zur Disposition, da sein Umfang zu bescheiden war. So fuhr beispielsweise an einem Stichtag im Jahr 1951 lediglich ein einziger Güterzug zwischen Bedburg und Ameln, dessen Wagen insgesamt nur 10 Achsen aufwiesen und damit ein Bruttogewicht von 60 Tonnen zuzüglich 100 Tonnen der Dampflok, aber eine Netto-Ladung von nur 7 Tonnen hatten. Es wurden also offenbar hauptsächlich Leerwagen sowie ein mit leichtem Gut beladener Wagen mitgeführt. (Zum Vergleich: Am selben Tag fuhren auf der Strecke Jülich – Ameln – Hochneukirch allein in Richtung Norden sechs Güterzüge mit insgesamt 2433 Tonnen Netto-Ladung.) Konsequenterweise versuchte die Deutsche Bundesbahn, die Strecke komplett stillzulegen, was jedoch auf Widerstand stieß. So erreichte die örtliche Politik 1959, dass der Landesverkehrsminister die DB für weitere zwei Jahre zum Betrieb verpflichtete. In der neueren Literatur (ab 2010) findet man Aussagen wie:

„Eine Analyse ergab ein Frachtaufkommen von 0,4 Tonnen Stückgut und 35,7 Tonnen Wagenladung täglich. Lediglich die Braunkohlebeförderung nach Ameln betrug täglich 150 Tonnen. Diese Mengen waren der Bahn zu gering, sodass die Strecke 1961 trotz zahlreicher und vehementer Proteste zum Sommerfahrplan eingestellt und 1963 schließlich endgültig stillgelegt wurde.“

Dem stehen allerdings offizielle Angaben der Bundesbahndirektion (BD) Köln entgegen, die als Datum der endgültigen Stilllegung den 1. November 1966 nennen. In den halbjährlich erscheinenden Güterzugbildungsvorschriften der BD Köln sind in der Ausgabe vom 25. September 1966 auf Seite 128 folgende Zugpaare enthalten (sogenannte Übergabe-Züge für den Nahbereich):
- „Üb 15254 / Üb 15256 Bedburg (Erft) – Kirchherten – Bedburg, Bedienungsfahrten, halten in Niederembt u. Kirchtroisdorf n. Bedarf“

Nach der Systematik dieses Verzeichnisses handelt es sich nicht nur um ein, sondern um zwei zu verschiedenen Uhrzeiten verkehrende Zugpaare, die beide nur bei entsprechendem Bedarf verkehren, was durchaus selten der Fall gewesen sein kann. Allerdings wird die BD Köln nicht im Jahr 1966 Fahrpläne für eine Strecke aufgestellt haben, die schon Jahre zuvor stillgelegt wurde. Das kurze Stück zwischen Ameln und Kirchherten wurde zu dieser Zeit offenbar nicht mehr regelmäßig befahren. Bemerkenswert in diesem Zusammenhang erscheint, dass im selben Verzeichnis auf Seite 106 folgender Nahgüterzug enthalten ist:
- „Ng 9555 Niederaußem – Rommerskirchen – Ameln, Kohlen für Zuckerfabrik Ameln“

Auch dieser verkehrte nur bei Bedarf; es handelt sich offensichtlich um die bereits zitierten Kohletransporte nach Ameln mit 150 Tonnen im Tagesdurchschnitt. Da der Bedarf einer Zuckerfabrik im Laufe des Jahres stark schwankt, kann von unregelmäßig verkehrenden Zügen mit deutlich höherer Last ausgegangen werden – 300 Tonnen entsprächen zum Beispiel 11 zweiachsigen Selbstentladewagen des weitverbreiteten Typs Fcs 090. Dieser Zug nahm nicht den direkten Weg über Bedburg, sondern den Umweg über Hochneukirch, da Ende September 1966 der Abschnitt Ameln – Kirchherten möglicherweise bereits betrieblich gesperrt, wenn auch noch nicht offiziell stillgelegt war. In jedem Fall erscheint der 1. November 1966 als Datum für die Stilllegung des Gesamtbetriebs am plausibelsten.

### Fazit
Der rein örtliche Verkehr zwischen Ameln und Bedburg war letztendlich zu gering, um die Strecke am Leben zu erhalten, doch hätte sie als Teil einer regionalen Direktverbindung (Aachen –) Jülich – Köln sicherlich Chancen auf einen dauerhaften Bestand gehabt, ähnlich der heutigen Euregiobahn Aachen – Eschweiler Tal – Düren, die ebenfalls parallel zur schnellen Hauptstrecke eine langsamere lokale Erschließung bietet, dabei aber umsteigefrei bis zu den größeren Knotenbahnhöfen der Region durchfährt. 1953 allerdings fehlten zum einen noch die technischen Möglichkeiten (leichte und beschleunigungsstarke Triebwagen, die in Bedburg innerhalb weniger Minuten die Fahrtrichtung hätten wechseln können), zum anderen war die Zeit eher auf den Ausbau des Autoverkehrs ausgerichtet und noch nicht reif für solche Konzepte, auch wenn die Öffentlichkeit noch 1959 die Wiederaufnahme des Personenverkehrs zwischen Ameln und Bedburg forderte.
Im Gegenteil wurde sogar 14 Jahre nach Stilllegung des Güterverkehrs auch der Streckenendpunkt Ameln gänzlich vom Schienenpersonenverkehr und 1984 auch vom Schienengüterverkehr abgeschnitten, und auch der andere Endpunkt Bedburg musste 1995 die Einstellung des Personenverkehrs auf der Strecke nach Düren hinnehmen. Diese war indes zu wesentlichen Teilen durch den wachsenden Tagebau Hambach bedingt, während sich ansonsten bereits der Trend umgekehrt hatte und bundesweit wieder stillgelegte Nebenstrecken reaktiviert wurden. So wurde 1995 der Sonntagsbetrieb auf der Erftbahn von Bedburg nach Horrem (– Köln) wieder aufgenommen und unweit von Ameln im Jahre 2002 die Bahnstrecke Jülich – Linnich reaktiviert.

## Streckenbeschreibung
Gleispläne aus dem Jahr nach der Stilllegung des Personenverkehrs zeigen, dass die Gleisanlagen der Unterwegsbahnhöfe recht überschaubar waren. Nach der endgültigen Stilllegung 1966 wurde die gesamte Strecke abgebaut. Jedoch ist ihr Verlauf bis heute gut in Form von Feld- und Wirtschaftswegen zu erkennen.

### Bahnhof Bedburg

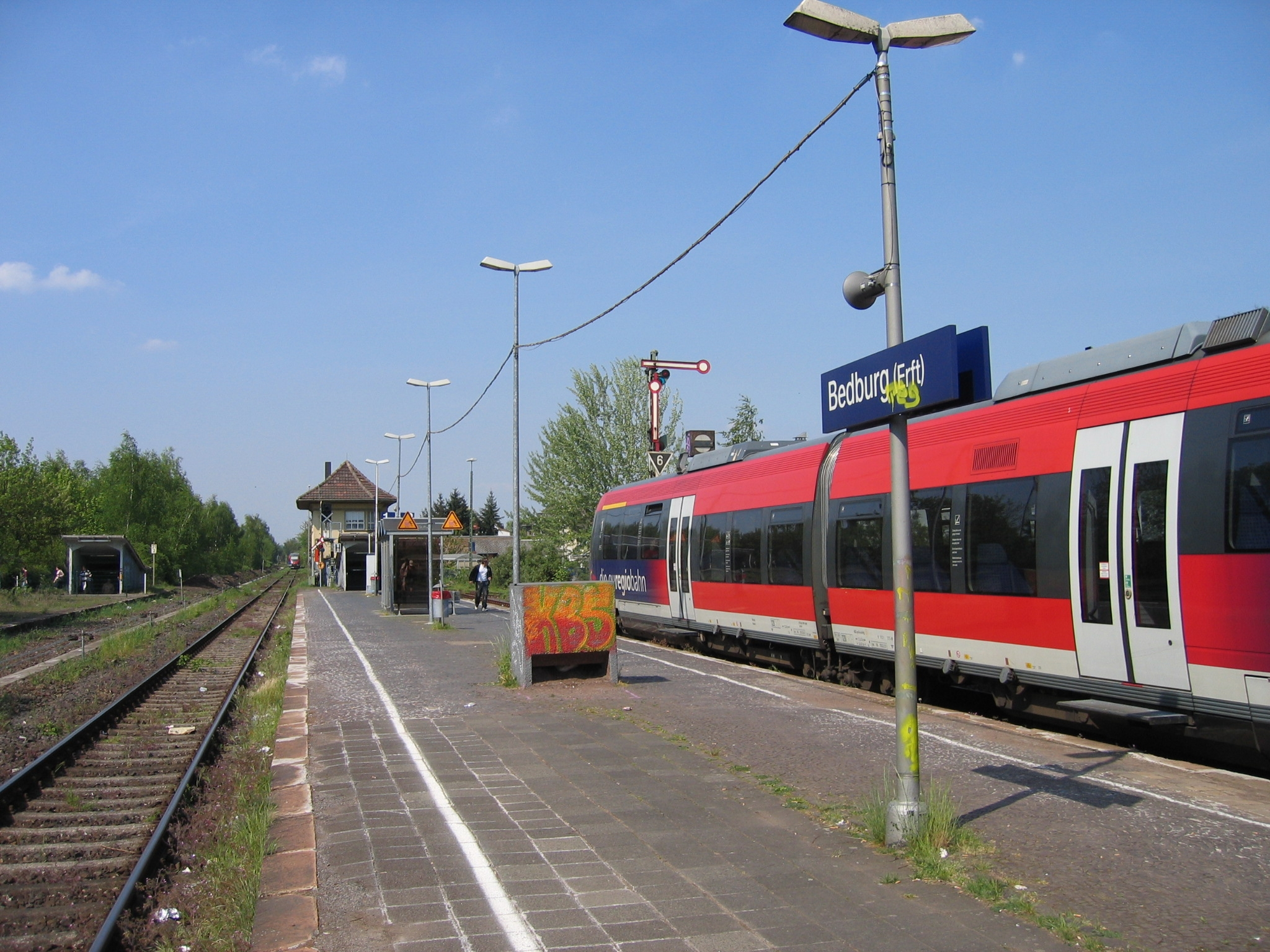
Bahnhof Bedburg 2007

Der Bahnhof Bedburg wurde 1869 an der Bahnstrecke Düren–Neuss in Betrieb genommen, daher rührt auch seine ursprüngliche Streckenkilometrierung von 21,2. Im Jahr 1897 kam die Bahnstrecke Bedburg–Horrem hinzu und 1898 nahm das Amelner Johännchen zwischen Bedburg und Ameln den Betrieb auf. Der Bahnhof Bedburg lag an Kilometer 0,22 dieser Strecke. Der Verkehr nach Ameln wurde am 17. Mai 1953 eingestellt.
Heute lässt sich kaum noch erahnen, wie groß der Bahnhof in Bedburg früher war. Wegen des Tagebaus Hambach wurde der Streckenabschnitt Düren – Bedburg 1995 stillgelegt und anschließend abgebaut. Der noch liegende Schotter auf den ehemaligen Trassen erinnert an die umfangreichen Gleisanlagen. Bedburg hatte zwei Stellwerke (Bnf und Bsf). Bsf wurde 1995 mit der Stilllegung des Streckenabschnitts bis Düren außer Betrieb genommen und nach einem Brand abgerissen. Bnf übernahm die Bedienung der verbliebenen Weichen und Signale, bis es mit der Inbetriebnahme des elektronischen Stellwerks 2007 ebenfalls außer Betrieb ging.
Die Strecke nach Ameln fädelte nach Süden aus und durchlief als erstes Kirdorf und verlief weiter nach Westen.

### Haltepunkt Niederembt
Die Betriebszeit des Haltepunkts Niederembt für den Personenverkehr war vom 22. Oktober 1898 bis 17. Mai 1953. Niederembt lag am Kilometerpunkt 3,82 und hatte ein Ladegleis, welches nach der Einstellung im Güterverkehr am 1. November 1966 nicht mehr gebraucht wurde. Das Empfangsgebäude und die Gastwirtschaft existieren heute noch und befinden sich in Privatbesitz.
Die Trasse verläuft nun als Feldweg nach Süden, um kurz vor Niederembt in einer engen Kurve nach Osten abzubiegen und das ehemalige Bahnhofsgelände Niederembt zu erreichen, dessen östlicher Teil für etwa 150 Meter untergepflügt und nicht mehr erkennbar ist. Der Rest der Strecke bis Bedburg verläuft wieder praktisch durchgehend über Feld- und Wirtschaftswege, die ab der Brücke über die Autobahn 61 den Straßennamen „Im Embegrund“ im Ortsteil Kirdorf tragen. Bemerkenswerterweise verlief die Strecke ohne eigenen Haltepunkt durch Kirdorf. Schließlich mündet der ehemalige Bahnabschnitt in einer engen Kurve nach Norden in das früher recht ausgedehnte Bahnhofsgelände von Bedburg.

### Haltepunkt Kirchtroisdorf
Der Haltepunkt Kirchtroisdorf wurde am Kilometer 6,74 am 22. Oktober 1898 für den Personenverkehr eröffnet und am 17. Mai 1953 stillgelegt. Kirchtroisdorf hatte ein Ladegleis mit einer in Richtung Ameln liegenden Weiche sowie bis 1954 ein Kreuzungsgleis. Das Ladegleis wurde nach der Einstellung des Güterverkehrs am 1. November 1966 nicht mehr genutzt.
Nach Kirchherten gibt es die erste, 250 Meter lange Lücke (Äcker), bis die Trasse der Landstraße 277 folgt. Ab dem Kreisel am Nordeingang Kirchtroisdorfs verläuft sie entlang der Kreisstraße 37, dort lag der Bahnhof an der Straße „An der Spring“. Am östlichen Ortsausgang von Kirchtroisdorf verlässt die Bahntrasse wieder die straßenparallele Führung.

### Bahnhof Kirchherten
Der Bahnhof Kirchherten hatte den gleichen Betriebszeitraum wie alle Stationen an dieser Strecke. Kirchherten lag am Kilometerpunkt 9,25 und hatte ein Ladegleis mit einer in Richtung Ameln liegenden Weiche. Der Bahnhof verfügte 1954 zusätzlich noch über ein beidseitig angebundenes Kreuzungsgleis, das zum Umrangieren verwendet werden konnte und außerdem zu einer kombinierten Kopf- und Seitenrampe führte. Das Ladegleis wurde nach der Einstellung im Güterverkehr am 1. November 1966 nicht mehr gebraucht.
Westlich der Ortslage Kirchherten wird die Bahntrasse darüber hinaus von einer circa 800 Meter langen Baumreihe markiert, im Süden des Ortes gibt es in Höhe des ehemaligen Bahnhofs eine Straße namens „Am Bahndamm“. Nach der Passage des Ortes Kirchherten und der Überquerung der Zaunstraße verlaufen 200 Meter in einem Bogen wieder mit einer Baumreihe entlang des Pützer Bachs nach Südosten.

### Bahnhof Ameln

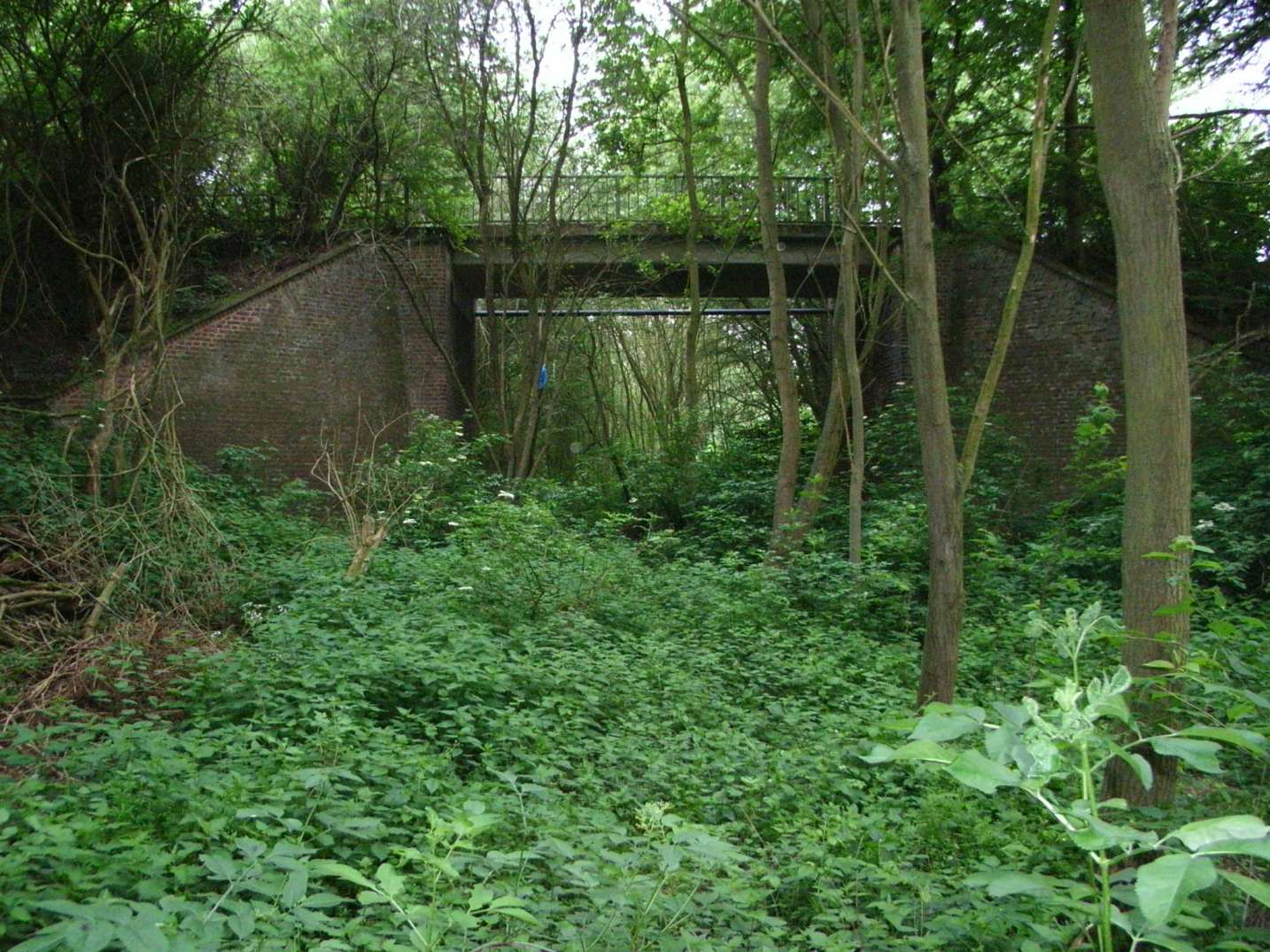
Ehemalige Bahntrasse zwischen Immerath und Titz

Der Bahnhof Ameln lag im nördlichen Teil des Ortes an der Bahnstraße am Streckenkilometer 22,8 und bestand von 1881 bis zum 14. Juli 1980. Nach der Stilllegung wurde das Empfangsgebäude abgerissen. Obwohl Ameln kleiner als Titz ist, erlangte der Amelner Bahnhof durch die ehemals ortsansässige Zuckerfabrik der Firma Pfeifer & Langen größere Bedeutung.
Die Trasse fädelte sich von Ameln nach Norden aus um dann nach wenigen hundert Metern in Richtung Kirchherten nach Osten abzubiegen.